# 浜松西インターチェンジ
浜松西インターチェンジ（はままつにしインターチェンジ）は、静岡県浜松市中央区の東名高速道路上にあるインターチェンジ。国内最初の追加インターチェンジである。

## 道路
- E1 東名高速道路（16-2番）

## 接続する道路
- 静岡県道65号浜松環状線（国道1号浜名バイパス、国道257号、国道301号に接続）

## 歴史
- 1974年3月26日 : 開設。
- 2017年3月18日：三方原スマートICの供用開始に伴い、当IC番号を「16-2」に変更。
  - 三方原SICが当IC起点より（東京方面）に設置されたためである。
- 2019年11月：舘山寺スマートICの供用開始に伴い本線標識の舘山寺が削除され、浜松西のみとなった。

## 料金所
- ブース数 : 9

### 入口
- ブース数 : 3
  - ETC専用 : 1
  - ETC/一般 : 1
  - 一般 : 1

### 出口
- ブース数 : 6
  - ETC専用 : 2
  - 一般 : 2
  - 休止中 : 2

## 周辺
- 舘山寺温泉
- 浜名湖パルパル
- はままつフラワーパーク
- 浜松市動物園
- 浜松オートレース場
- 浜名湖ガーデンパーク
- 弁天島
- 航空自衛隊浜松基地（航空自衛隊 浜松広報館）
- 本田技研工業浜松製作所

東京・静岡方面から奥浜名湖（細江町）方面へ向かう場合は、三ヶ日ICよりもこのインターで降りた方が便利な場合がある。

## 隣
E1 東名高速道路
(16)浜松IC - (16-1)三方原PA/スマートIC - (16-2)浜松西IC - (16-3)舘山寺BS/スマートIC - 浜名湖SA - (17)三ヶ日IC

## 浜松西インター駐車場
浜松西インター駐車場（はままつにしインターちゅうしゃじょう）は、浜松西ICの北側、同中央区湖東町5671に位置する交通ターミナルである。

### 概要
遠鉄グループの交通ターミナルとなっており、バスターミナルとタクシーターミナル、そしてバス利用者向け駐車場として機能している。現在は遠州鉄道と遠鉄タクシーの2社の拠点の一つとなっているが、以前は合併して消滅した浜松観光バスの拠点でもあった上、同じく合併消滅した遠鉄交通も乗り入れていた。
具体的には遠州鉄道（遠鉄バス）の中部国際空港行き空港リムジンバス「e-wing」、大阪駅・USJ行き高速バス「大阪イーライナー/浜松エクスプレス大阪号」が発着する他、同社グループの貸切バスツアー「バンビツアー」のバスターミナルともなっている。また「e-wing」の舘山寺温泉行きのシャトル便の接続もここで行う。
ただし、一般路線バスの乗り入れは行われておらず、最寄りの遠鉄バス停留所は41 高台線の浜松西インター東バス停である。
パークアンドライドに対応したバスターミナルとしては遠鉄最大規模を誇る。

### 沿革
- 2005年2月17日 - e-wing運行開始に伴い同路線の発着が開始。
- 2011年12月1日 - 大阪イーライナー/浜松エクスプレス大阪号の運行開始に伴い同路線も停車するようになる。
- 2022年8月1日 - 京都イーライナーの運行開始に伴い同路線も停車するようになる。

### 浜松観光バス西インター営業所
同バスターミナル内には遠鉄グループである浜松観光バス（既に遠州鉄道に合併）の西インター営業所（にしいんたーえいぎょうしょ）が立地していたが、同社が遠州鉄道に合併するより前の2012年3月31日いっぱいで廃止され、跡地は遠鉄タクシー浜松西営業所となっている。

#### 概要
在りし日は同社の貸切バスの営業所として、主にバンビツアーの運行に携わっていた。

#### 沿革
- 2012年3月31日 - 同日を以て廃止。

### 遠鉄タクシー浜松西営業所
浜松観光バス西インター営業所跡地には、同じく遠鉄グループである遠鉄タクシーの浜松西営業所（はままつにしえいぎょうしょ）が3年後に移設された。

#### 概要
元々は遠鉄ストアフードワン佐鳴台店から南東へ徒歩1分の中央区佐鳴台4-9-17に位置していた。

#### 沿革
- 2014年4月 - 西部営業所（せいぶえいぎょうしょ）から浜松西営業所に名称変更[1]。
- 2015年3月 - 細江営業所（ほそええいぎょうしょ）を統合の上現在地に移転[1]。
- 2018年 - 遠鉄グループのトヨタレンタリース浜松姫街道店跡地に移転。

### 隣接のバス停
遠州鉄道 中部国際空港線「e-wing」（中部国際空港での乗降のみ利用可）
- 浜松駅発着便

東名三ヶ日 - 浜松西IC駐車場 - 本田技研
- 掛川発着便

東名三ヶ日 - 浜松西IC駐車場 - 東名浜松北
- 舘山寺行き便

浜松西IC駐車場 - 浜名湖パルパル
遠州鉄道/西日本ジェイアールバス「大阪イーライナー/浜松エクスプレス大阪号」（京都深草以遠のみ利用可）
東名舘山寺 - 浜松西IC駐車場 - 本田技研
遠州鉄道「京都イーライナー」（長島温泉以遠のみ利用可）
東名舘山寺 - 浜松西IC駐車場 - 本田技研

## 備考
- 以前本線標識に書かれていた「舘山寺」は「館山寺」と間違えられる事が多い。出口予告標識の「舘」の字をよく見ると、「館」を上から隠す形で修正されているのが分かる状態であった。このインターチェンジの西側にある舘山寺バスストップは実際に「館山寺」と表記されていた事があった。

## 脚註・出典
1. 1 2  遠鉄タクシーの変遷